# (8818) Hermannbondi
(8818) Hermannbondi – planetoida z pasa głównego asteroid okrążająca Słońce w ciągu 4 lat i 237 dni w średniej odległości 2,79 au. Została odkryta 5 września 1985 roku w Europejskim Obserwatorium Południowym przez Henriego Debehogne. Nazwa planetoidy pochodzi od Hermanna Bondiego (1919-2005), brytyjskiego kosmologa. Przed nadaniem nazwy planetoida nosiła oznaczenie tymczasowe (8818) 1985 RW2.